# Большекітатський
Большекіта́тський (рос. Большекитатский) — селище у складі Іжморського округу Кемеровської області, Росія.
Стара назва — Великий Кітатський.

## Населення
Населення — 6 осіб (2010; 14 у 2002).
Національний склад (станом на 2002 рік):
- росіяни — 100 %